# Палацо Ведекінд
Палаццо Ведекінд — один з найвизначніших палаців Рима. Знаходиться на П'яцца Колона навпроти Колони Марка Аврелія та навпроти Палаццо Кіджі. У Палаццо зараз знаходиться редакція газети Il Tempo.
Палац збудовано у 1659 році для сім'ї Людовізі з Болоньї. Свою назву палац отримав у 19 столітті і з 1814 року служив будівлею папської пошти. За часів понтифікату Григорія XVI палац перебудовано. Реконструкцію палацу провів П'єтро Кампонезе за планами Джузеппе Валадієра. Під час перебудови у палаццо вбудували 12 колон з руїн античного міста Вейї. Палаццо Ведекінд рахується останнім великим римським палаццо у якому використано античні будівельні елементи. На вході у палаццо дві колони походять із Базиліки Святого Павла за мурами, яка згоріла у 1823 році і була відреставрована пізніше.
У 1852 році палаццо придбав торговець німецько-італійського походження Карл Ведекінд, який мав у палаццо свій банк, від якого і залишилось ім'я палаццо.
З 1871 року у палаццо було міністерство освіти Італії .